# Metasepia pfefferi
Metasepia pfefferi je vrsta sipe, ki prebiva v tropskih predelih Indopacifika, predvsem ob obalah severne in zahodne Avstralije ter južnega dela Nove Gvineje. Živi na blatnem ali peščenem morskem dnu do globine nekaj metrov.
Ima razmeroma majhno telo s povprečno dolžino okoli 6 cm. Je temno rjave barve in ima svarilne vzorce bele in rumene barve, lovke so obarvane vijolično-roza. Odrasli samci in samice so obarvani podobno. Plašč je zelo širok in sploščen. Lovke so široke, podobne rezilu. Dolžina sipine kosti znaša dve tretjini do tri četrtine dolžine plašča.
V primerjavi z ostalimi glavonožci je dotična vrsta sipe slaba plavalka, predvsem zaradi majhne sipine kosti. To pomeni, da sipa ne more preplavati daljših razdalj, zato se večinoma premika oz. »hodi« po morskem dnu. Je dnevna žival in se prehranjuje z majhnimi raki in ribami.
Sipa ob ogroženosti hitro pokaže svarilni barvni vzorec s črnimi, belimi in rumenimi lisami, konice lovk pa postanejo svetlo rdeče. Svarilna obarvanost nakazuje, da je ta vrsta sipe verjetno strupena. Po nekaterih podatkih naj bi strup imel podobne smrtonosne učinke kot strup modroobročkastih hobotnic.